# یاکوبوویتسه (ناحیه شومپرک)
یاکوبوویتسه (به چکی: Jakubovice) یک منطقهٔ مسکونی در جمهوری چک است که در ناحیه شومپرک واقع شده‌است. یاکوبوویتسه ۷٫۹۱ کیلومتر مربع مساحت و ۱۹۹ نفر جمعیت دارد و ۴۹۵ متر بالاتر از سطح دریا واقع شده‌است.